# 球形機器人

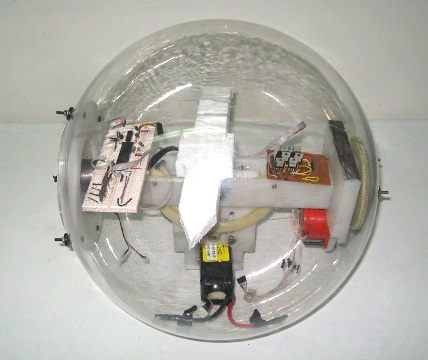
由單擺驅動的球形機器人，白色箭頭是用視覺基礎的演算法來確認機器人的位置及方向

球形機器人（Spherical Robot、spherical mobile robot或ball-shaped robot）是外型為球型的行動機器人。一般是用球形的殼作為機器人的身體，透過內部驅動單元（IDU）讓機器人移動。球形機器人一般是用在平面上滾動的方式行動，滾動一般是透過調整機器人的重心（透過單擺驅動系統進行），不過也存在其他的驅動方式
。
球形機器人的外殼一般會是固體的透明材料，不過有些為了驅動需要，也會做成不透明的，或是用可撓材料來製作外殼。球形機器人的外殼是密封的，外界環境不會影響其內容，也有可重新配置的球形機器人，可以將球形外殼變成其他形狀，因此除了滾動外，也可以進行其他的任務。
球形機器人可以是自動的機器人，也可以是遙控的機器人
。因為球形機器人的活動特性，以及其封閉的外殼，幾乎所有球形機器人的內部驅動單元和外部控制單元（資料採集或是導航）的通訊都是利用無線通訊。這類機器人的電源大部份會是機器人內部的電池，不過也有些機器人是用太阳能电池供電。球形機器人可以依其應用或是驅動機制來進行分類。
另外也有一種球形機器人的定義，機器人是靜止的，透過二個旋轉接點以及一個只能平移的稜柱接點，形成球座標系。

## 應用
球形機器人的應用包括監視、環境監測、巡視、水下探索、行星探索、復康、兒童發展及娛樂。球形機器人也可以是可以在陸地上或是水中（或水底）行動的兩棲機器人。

## 行動方式
最常見的球形機器人行動方式是透過調整機器人的重心位置來達到。其他的行動方式有利用飛輪的角動量守恆、利用環境中的風、利用外殼形變的方式移動、以及用陀螺儀效應。

## 商品化的球形機器人
目前已有可販售的球形機器人，例如Sphero、BB-8、GroundBot、Roball及QueBall。其中BB-8是2015年電影《STAR WARS：原力覺醒》中的機器人角色。

## 外部連結
- Spherical Robots: Research, Design, Application